# Multipatina citricola
Multipatina citricola är en svampart som beskrevs av Sawada 1928. Multipatina citricola ingår i släktet Multipatina, divisionen sporsäcksvampar och riket svampar.   Inga underarter finns listade i Catalogue of Life.